# Bellevue Hill
Bellevue Hill est une banlieue est de Sydney, dans l'État de Nouvelle-Galles du Sud, en Australie, située à 5 kilomètres à l'est du quartier central des affaires de Sydney, dans la municipalité de Woollahra.

## Géographie
La banlieue est située dans la division de l'électorat de Wentworth, la plus riche d'Australie. La banlieue abrite depuis longtemps les milliardaires les plus notables d'Australie.

## Population
En 2018, Bellevue Hill s'est avérée être la banlieue la plus chère d'Australie, avec le prix médian du logement s'élevant à 5,4 millions de dollars. En 2019, Bellevue Hill a également été reconnue comme l'une des banlieues les plus riches d'Australie, avec l'une des moyennes de revenu imposable les plus élevées du pays.

## Résidents notables
- Kerry Packer, homme d'affaires qui était l'homme le plus riche d'Australie au moment de sa mort en décembre 2005, vivait à Cairnton sur Victoria Road.
- James Packer, fils de Kerry Packer et homme d'affaires qui était l'homme le plus riche d'Australie de 2006 à 2008.
- Tony Hancock, comédien. Retrouvé mort après une overdose dans son appartement.
- AthenaX Levendi, membre de The Real Housewives Of Sydney
- Edmund Capon, ancien directeur de la Art Gallery of New South Wales, vivait à Bellevue Hill.
- René Rivkin, le défunt courtier en valeurs mobilières, vivait à Carrara, 5 Rose Bay Avenue, Bellevue Hill. Il a ensuite déménagé à Point Piper .
- Charles Blackburn, ancien chancelier de l'Université de Sydney. Décédé à son domicile de Bellevue Hill.
- Alan Kippax, ancien joueur de cricket australien et capitaine de la Nouvelle-Galles du Sud. A vécu à Bellevue Hill pendant de nombreuses années et est décédé à son domicile en 1972.
- Sir William McMahon et Lady McMahon, Premier ministre de l'Australie et épouse vivaient respectivement à Drumalbyn Road et Victoria Road[2].
- May Brahe, compositrice, a passé ses dernières années ici et à Onslow Gardens, Potts Point
- David Wilson KC, a vécu à Yandooya, Cranbrook Road, de 1919 à 1943. Cette maison a été construite en 1912 selon une conception du cabinet d'architectes Manson et Pickering et avait un vaste terrain entre Cranbrook Road et Cranbrook Lane. Le Scots College a acheté la propriété en 1943 et elle est devenue une pension, Royle House, mais a été démolie en 1981[3].
- Martin Sharp, artiste, a vécu à Wirian à Victoria Road, Bellevue Hill, de 1978 jusqu'à sa mort en 2013
- Helen Garner, écrivain, a vécu à Bellevue Hill à la fin des années 1990
- Chad Morrison, ancien joueur de football australien[4]
- Gordian Fulde, directeur de la médecine d'urgence à l'hôpital St Vincent
- Sanjeev Gupta, milliardaire anglo-indien et fondateur de Liberty House Group .
- Monica Saunders-Weinberg, philanthrope, fille du défunt milliardaire John Saunders, cofondatrice des Westfield Shopping Centers

## Galerie

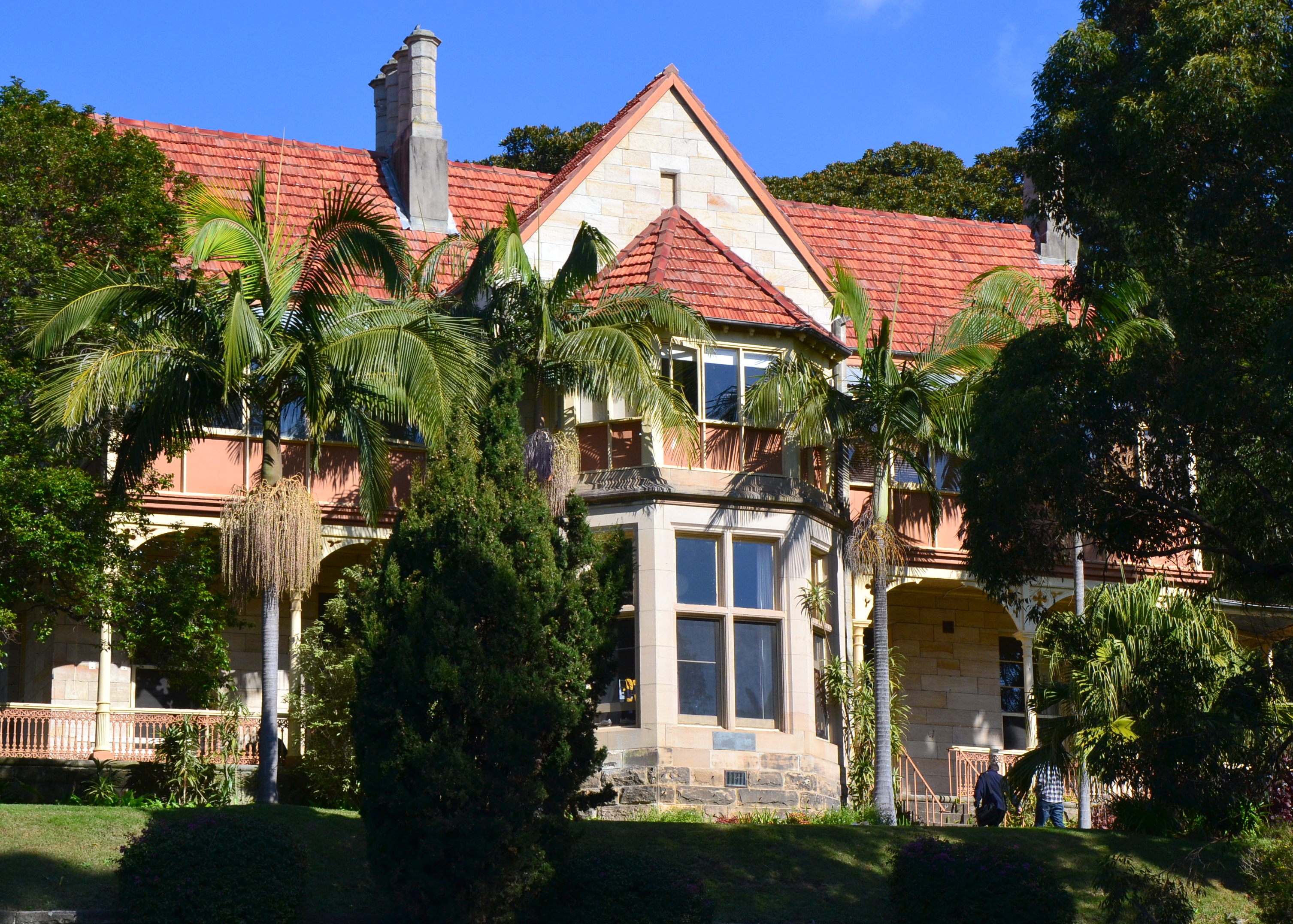
Maison Fairfax
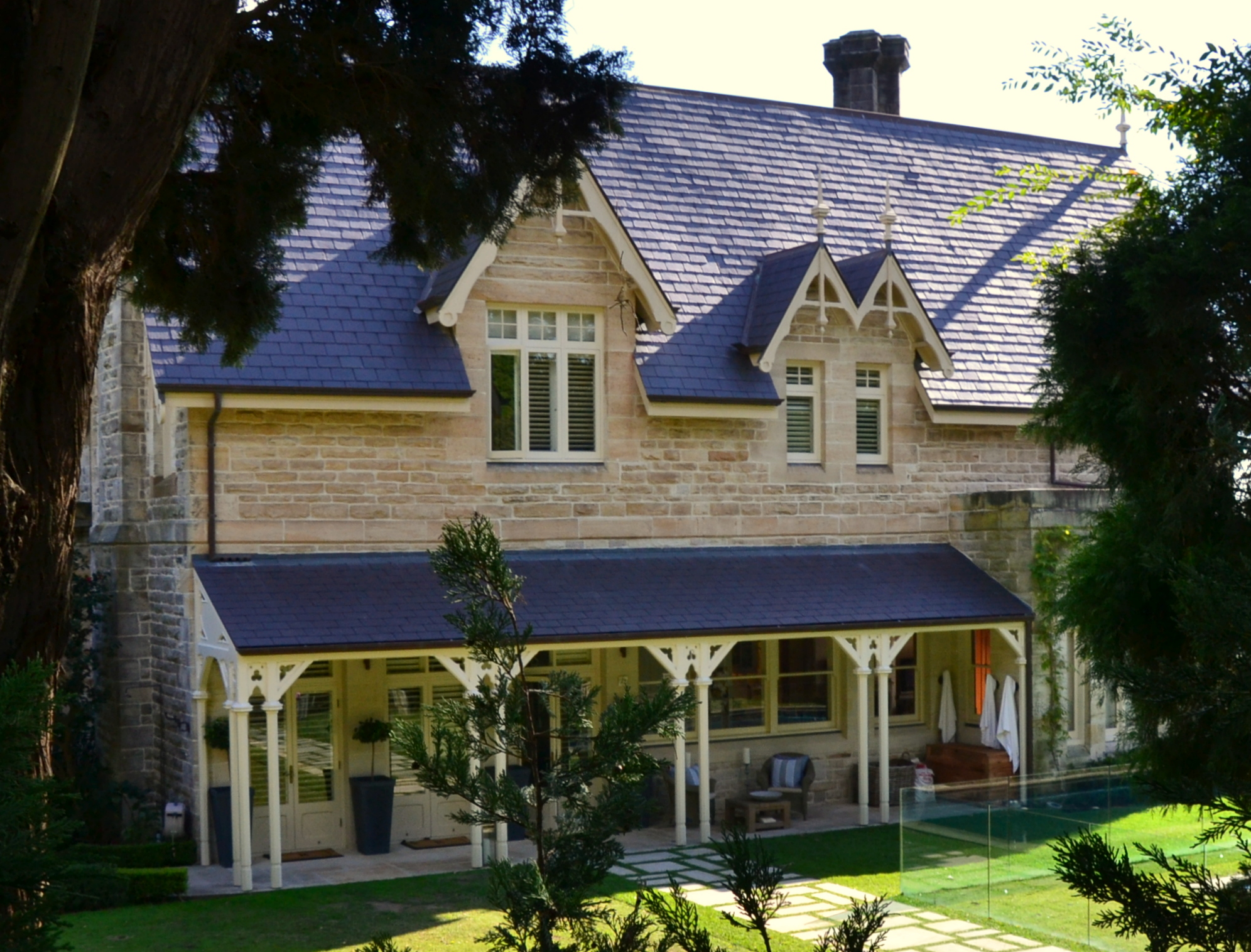
Rona
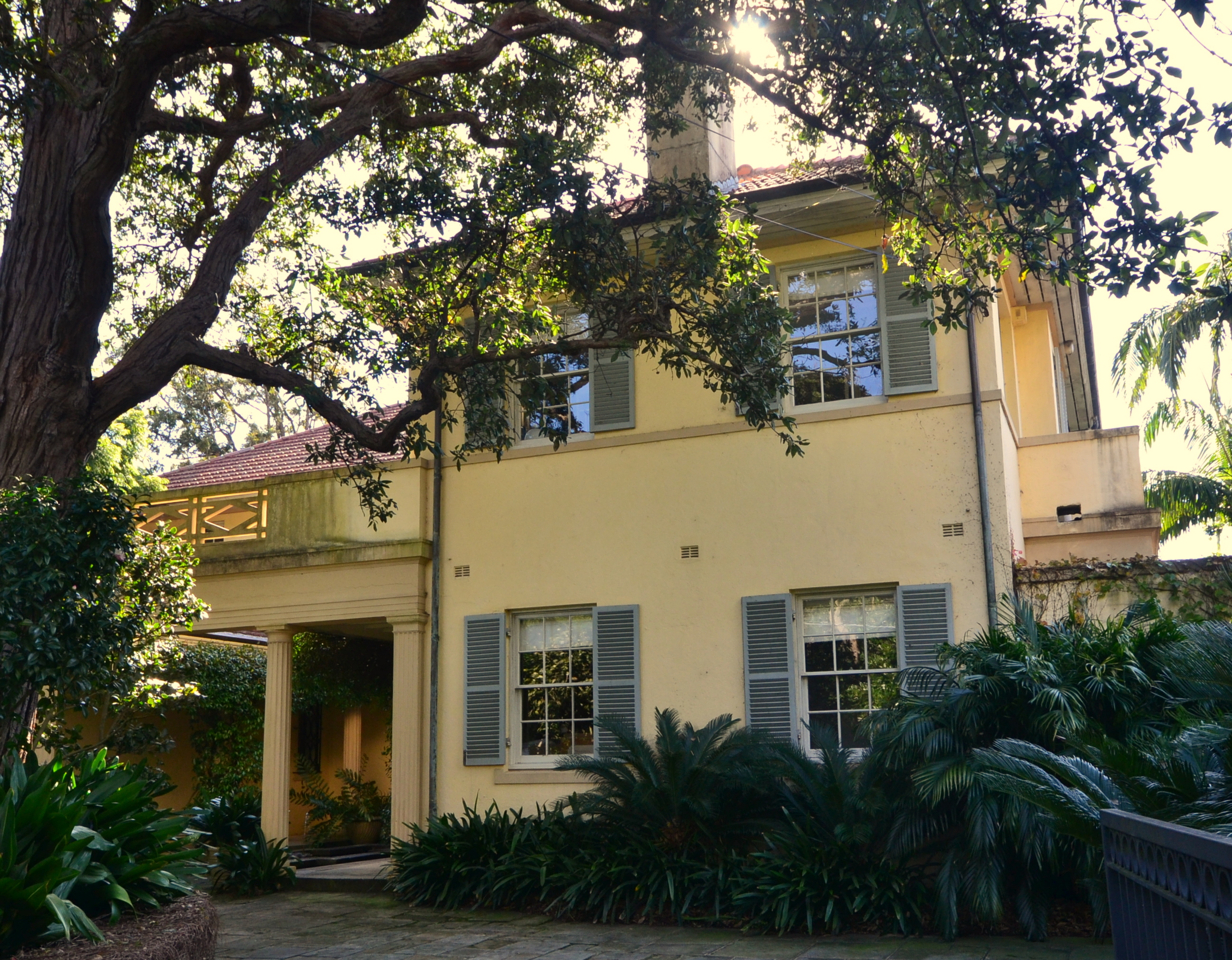
Rovello
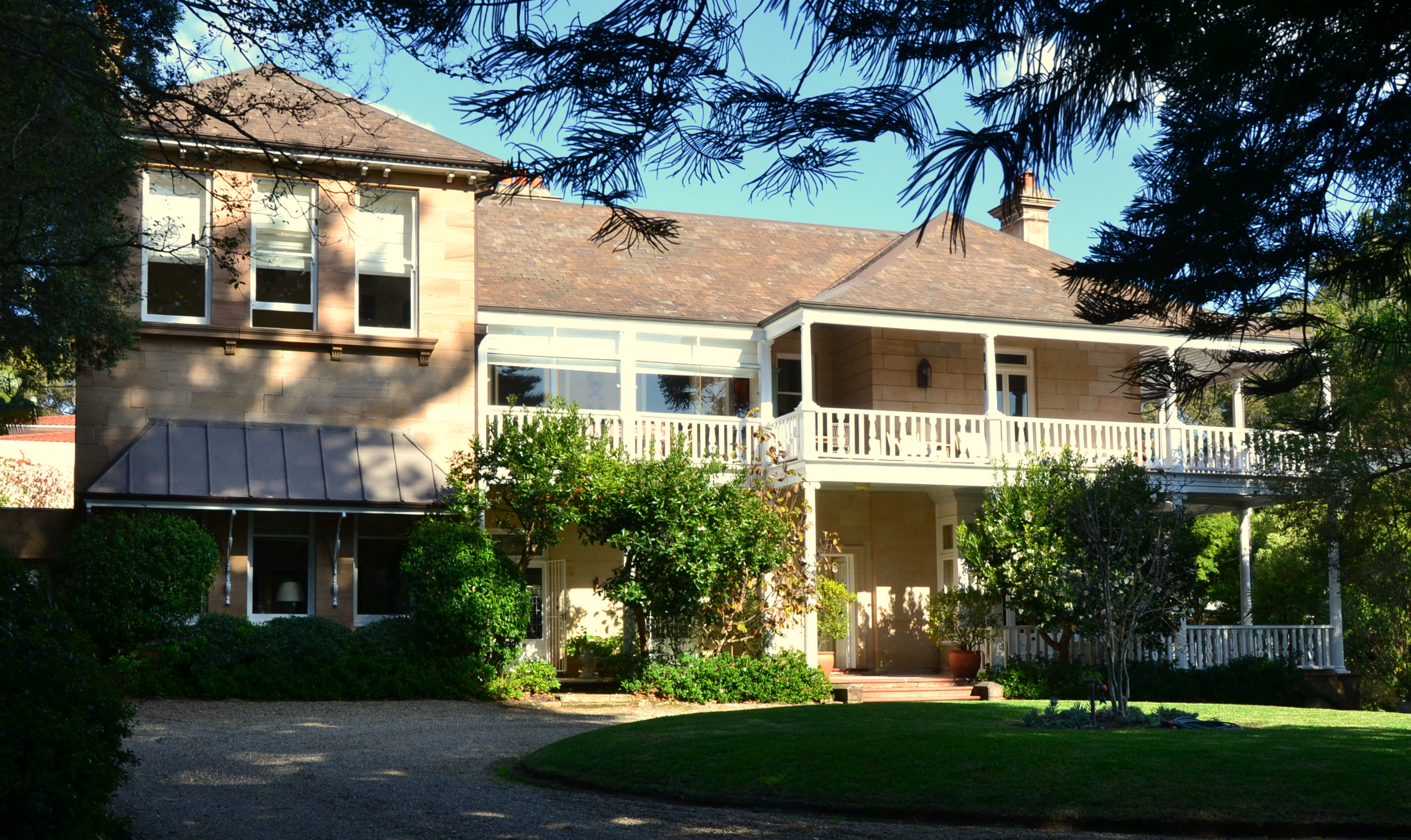
Trahlee
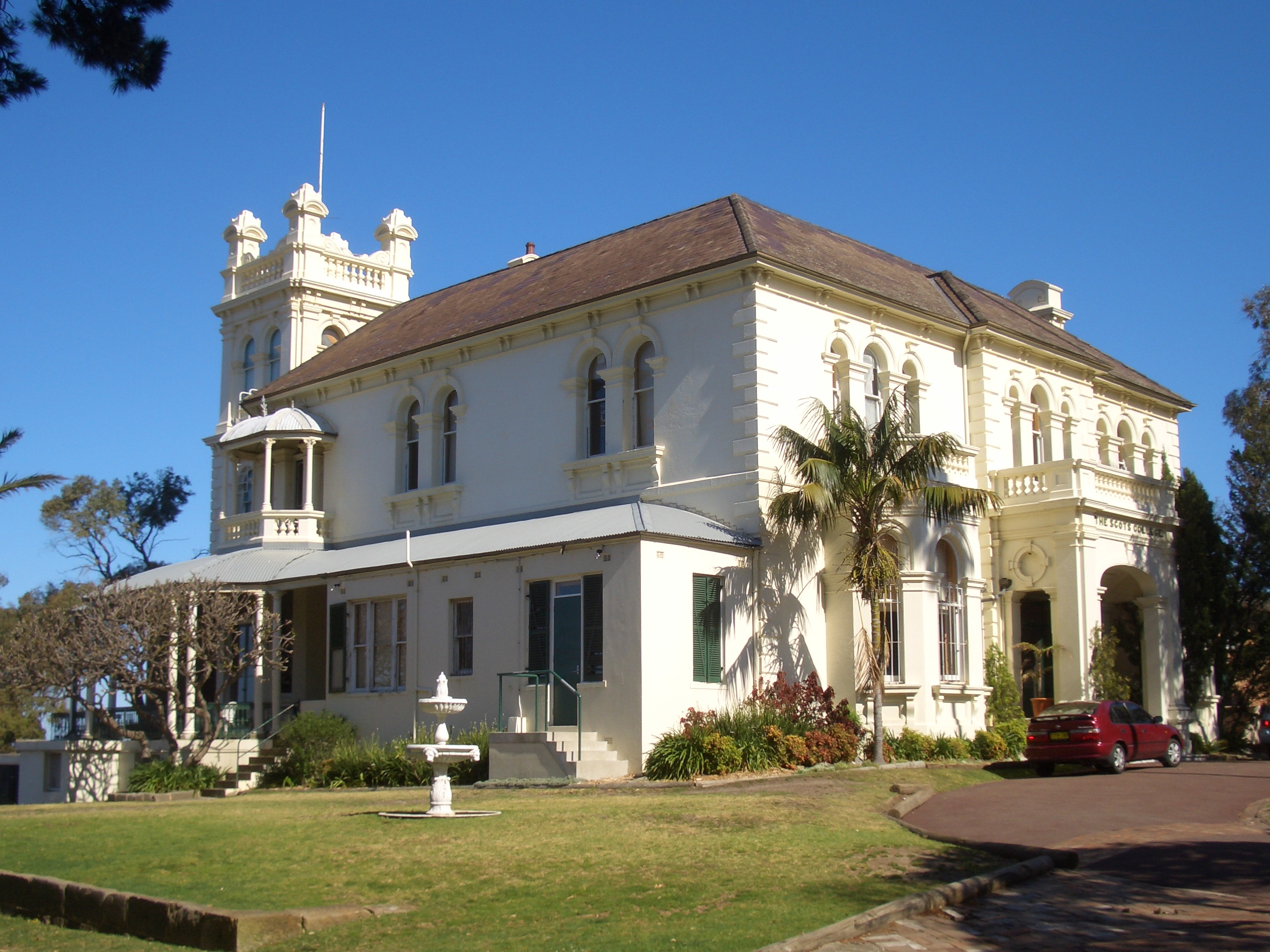
Maison Aspinall, Collège Scots, chemin Victoria